# Vụ đâm người tại Sagamihara
Vào ngày 25 tháng 7 năm 2016, ít nhất 19 người đã thiệt mạng và 50 người bị thương trong một vụ đâm người hàng loạt tại một nhà chăm sóc người khuyết tật ở Midori-ku, Sagamihara, Nhật Bản. Một người đàn ông 26 tuổi, được xác định là Satoshi Uematsu, đã bị bắt giữ khi đầu hàng cảnh sát với một túi xách đựng dao sau khi vụ việc xảy ra. Kẻ tấn công chính là một cựu nhân viên của cơ sở chăm sóc này.
Cuộc tấn công được mô tả là vụ giết người hàng loạt ghê gớm nhất kể từ vụ tương tự vào năm 1938 tại Tsuyama và là một trong những tội ác tồi tệ nhất trong lịch sử hậu chiến tranh của Nhật Bản.